# Рочдейл (район)
Рочдейл (англ. Rochdale) — метрополитенский район (боро) в церемониальном графстве Большой Манчестер в Англии. Административный центр — город Рочдейл.

## География
Район расположен в северной части графства Большой Манчестер, граничит с графствами Уэст-Йоркшир и Ланкашир.

## Состав
В состав района входят 5 городов:
- Литлборо
- Мидлтон
- Милнроу
- Рочдейл
- Хейвуд

и 1 территория (англ. Unparished area):
- Уордл.